# NGC 1099
NGC 1099 (другие обозначения — ESO 546-15, MCG -3-8-11, HCG 21A, IRAS02429-1754, PGC 10422) — спиральная галактика с перемычкой (SBb) в созвездии Эридан. Вместе с NGC 1091, NGC 1092, NGC 1098 и NGC 1100 входит в Компактную Группу Хиксона 21 (тип SIII).

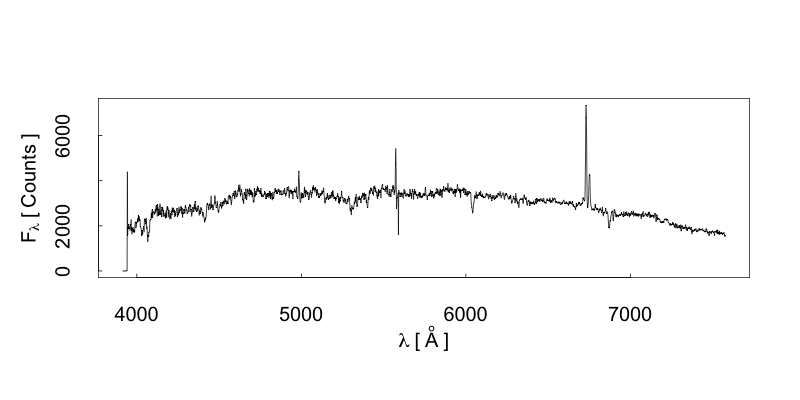
Спектр ядра NGC 1099 в оптическом диапазоне от 3913.0 Å до 7578.1 Å с разрешением 5.8 Å (получен на 3.9-м Англо-австралийском телескопе).

Этот объект входит в число перечисленных в оригинальной редакции «Нового общего каталога».
В галактике был обнаружен кандидат в сверхновые AT2020dr.